# Tatra T5A5
Tatra T5A5 je typ československé tramvaje vyrobený v ČKD Praha, závod Tatra Smíchov v jednom prototypu v roce 1981.

## Konstrukce
Vůz typového označení T5A5, vyvíjený na přelomu 70. a 80. let 20. století, byl další variantou tramvaje Tatra T5. Mělo se jednat o základní model nové unifikované řady tramvají, který měl v Československu nahradit vozy typu T3.
Šlo o standardní jednosměrný čtyřnápravový motorový tramvajový vůz se třemi dveřmi na jedné straně vozové skříně. V podstatě se jednalo o standardní variantu oboustranného jednosměrného typu T5C5, který ČKD od roku 1978 vyráběla pro Budapešť. Tramvaj T5A5 byla vybavena elektrickou tyristorovou výzbrojí TV3.

## Prototyp
Pro prototyp tramvaje T5A5 byla využita skříň obousměrného vozu T5C5, u níž byly dodatečně zaslepeny vstupy na levé straně karoserie. Vůz byl dokončen v roce 1981 a označen číslem 8013. Jako majetek ČKD byl testován v Praze, kde byl kvůli obsazení číselné řady 8000 modernizovanými tramvajemi T3M přeznačen na číslo 0013. Československé dopravní podniky jej však odmítly, takže do sériové výroby se tento typ nedostal.
Prototyp byl dále využíván pro různé zkoušky, v roce 1984 byl upraven pro provoz s vlečným vozem, o rok později dostal nově vyvinuté podvozky pro předměstský rychlodrážní provoz, roku 1986 byl vybaven novou tyristorovou elektrickou výzbrojí TV4. Poté byl dalšího využití odstaven ve vozovně Hloubětín. V listopadu 1998 byl využit pro crash test prototypu tramvaje Tatra RT8D5, o něco později byl jeho zbytek sešrotován.